# Laurence F. Abbott
Laurence Frederick „Larry“ Abbott (* 1950) ist ein US-amerikanischer Physiker und Neurowissenschaftler an der Columbia University.

## Leben und Wirken
Abbott wuchs in Toronto und Boston auf. Er studierte ab 1973 an der Brandeis University theoretische Physik. Hier erwarb er 1977 bei Howard J. Schnitzer mit der Arbeit The Hartree approximation in quantum field theory einen Ph.D. in Physik. Als Postdoktorand arbeitete er am Stanford Linear Accelerator Center und dem CERN, bevor er 1979 an der Brandeis University eine erste Professur erhielt (assistant professor), 1988 eine ordentliche Professur. Hier entwickelte er unter anderem 1981 mit Edward Farhi ein Modell der schwachen Wechselwirkung, das bei hohen Energien stärker wird und zu Confinement führt.
Frustriert von der Länge der Zeit zwischen theoretischen Überlegungen und der Möglichkeit, sie experimentell zu überprüfen, nutzte er die Gelegenheit sich von Eve Marder in Neurowissenschaften einführen zu lassen. 1993 wechselte Abbott in die Abteilung für theoretische Neurowissenschaften der Brandeis University, wo er sich mit Computermodellen für Neuronen, Synapsen und neuronalen Netzen befasste und rekurrente neuronale Netze als Modell für den Neocortex entwickelte. Mit Marder erfand er eine dynamische Klemme (clamp) zur Simulation dynamischer Eigenschaften von Neuronen, die in der experimentellen Neurophysiologie weite Verbreitung fand. Gemeinsam mit Sacha Nelson machte er wichtige Beobachtungen zur rechnerischen Bedeutung synaptischer Unterdrückung. Abbott schlug das Modell der spike-timing dependent plasticity (STDP) vor, mit der Neuronen ihre synaptischen Verbindungen regulieren und Gedächtnis und Lernen repräsentieren.
2005 wechselte Abbott an die Columbia University. Hier ist er (Stand 2023) William Bloor Professor für theoretische Neurowissenschaften, Professor für Physiologie und zelluläre Biophysik und (gemeinsam mit Ken Miller) Co-Direktor des Center for Theoretical Neuroscience sowie (gemeinsam mit Daphna Shohamy) Co-Direktor des Kavli Institute for Brain Science. Gemeinsam mit experimentellen Arbeitsgruppen (Richard Axel, Nate Sawtell, Mark Churchland, Vivek Jayarman, Gaby Maimon, Venessa Ruta, Rudy Behnia) konnte er funktionelle Prinzipien neuronaler Schaltkreise aufklären, die in der Signalverarbeitung (darunter Riechsinn und Elektrosensation) und im Bewegungs- und Orientierungsverhalten zum Beispiel von Drosophila eine Rolle spielen. Sensorik wird weniger als passive Analyse eines Inputs verstanden, sondern als dynamisches Geschehen, das eine Modellierung der Außenwelt und wahrscheinlicher Ereignisse beinhaltet und es registriert, wenn Unerwartetes geschieht. Dies impliziert eine Repräsentierung sensorischer Stimuli und ständige synaptische Plastizität.
Abbott hat laut Datenbank Scopus einen h-Index von 85, laut Google Scholar einen von 112 (Stand jeweils März 2024).
Larry Abbott ist verheiratet und hat zwei Kinder.

## Auszeichnungen (Auswahl)
- 2006 Mitglied der American Academy of Arts and Sciences[6]
- 2008 Fellow der American Association for the Advancement of Science
- 2008 Robert Hofstadter Memorial Lecture (Stanford University)[7]
- 2010 Swartz Prize for Theoretical Neuroscience der Society for Neuroscience[8]
- 2013 Mathematical Neuroscience Prize[9]
- 2014 Mitglied der National Academy of Sciences[10]
- 2022 Gruber-Preis für Neurowissenschaften[11]
- 2024 Brain Prize[12]

## Schriften (Auswahl)
- mit S.-Y. Pi (Hrsg.): Inflationary Cosmology. World Scientific 1986.
- mit Terrence. J. Sejnowski (Hrsg.): Neural Coding and Distributed Representations. MIT Press 1999.
- mit Peter Dayan: Theoretical neuroscience: computational and mathematical modeling of neural systems. MIT Press 2001.
- Clark, David G., and L. F. Abbott: Theory of coupled neuronal-synaptic dynamics. Physical Review X 14.2 (2024): 021001.
- Abbott, Larry, and Rocco Gaudenzi: Theoretical Physics and Theoretical Neuroscience: What Each Can Learn from the Other. Human Arenas (2024): 1-5. https://doi.org/10.1007/s42087-024-00439-w.